# Repêchage d'entrée dans la LNH 1999
Ne pas confondre avec le repêchage d'expansion de la LNH 1999.
1998 2000
Le repêchage d'entrée dans la Ligue nationale de hockey 1999 eut lieu au  FleetCenter (aujourd'hui TD Banknorth Garden) de Boston dans le Massachusetts le 26 juin.

## Sélections par tour[1],[2],[3]
Les sigles suivants seront utilisés dans les tableaux pour parler des ligues mineures:
- OHL: Ligue de hockey de l'Ontario.
- LHJMQ: Ligue de hockey junior majeur du Québec.
- NCAA: National Collegiate Athletic Association
- WHL: Ligue de hockey de l'ouest
- WHA: Association mondiale de hockey
- Extraliga: Championnat de République tchèque de hockey sur glace
- SM-liiga: Championnat de Finlande de hockey sur glace
- Elitserien :Championnat de Suède de hockey sur glace
- Superliga:Championnat de Russie de hockey sur glace
- DEL: Deutsche Eishockey-Liga, championnat d'Allemagne de hockey sur glace
- LNA : Ligue nationale A

### 1ertour
| Rang | Joueur             | Nationalité        | Équipe LNH                | Repêché de                         |
| ---- | ------------------ | ------------------ | ------------------------- | ---------------------------------- |
| 1    | Patrik Štefan      | République tchèque | Thrashers d'Atlanta       | Ice Dogs de Long Beach (IHL)       |
| 2    | Daniel Sedin       | Suède              | Canucks de Vancouver      | MODO hockey (Elitserien)           |
| 3    | Henrik Sedin       | Suède              | Canucks de Vancouver      | MODO hockey (Elitserien)           |
| 4    | Pavel Brendl       | République tchèque | Rangers de New York       | Hitmen de Calgary (WHL)            |
| 5    | Tim Connolly       | Canada             | Islanders de New York     | Otters d'Érié (OHL)                |
| 6    | Brian Finley       | Canada             | Predators de Nashville    | Colts de Barrie (OHL)              |
| 7    | Kris Beech         | Canada             | Capitals de Washington    | Hitmen de Calgary (WHL)            |
| 8    | Taylor Pyatt       | Canada             | Islanders de New York     | Wolves de Sudbury (OHL)            |
| 9    | Jamie Lundmark     | Canada             | Rangers de New York       | Warriors de Moose Jaw (WHL)        |
| 10   | Branislav Mezei    | Slovaquie          | Islanders de New York     | Bulls de Belleville (OHL)          |
| 11   | Oleg Saprykine     | Russie             | Flames de Calgary         | Thunderbirds de Seattle (WHL)      |
| 12   | Denis Chvidki      | Ukraine            | Panthers de la Floride    | Colts de Barrie (OHL)              |
| 13   | Jani Rita          | Finlande           | Oilers d'Edmonton         | Jokerit Helsinki (SM-liiga)        |
| 14   | Jeff Jillson       | États-Unis         | Sharks de San José        | Wolverines du Michigan (NCAA)      |
| 15   | Scott Kelman       | Canada             | Coyotes de Phoenix        | Thunderbirds de Seattle (WHL)      |
| 16   | David Tanabe       | États-Unis         | Hurricanes de la Caroline | Badgers du Wisconsin (NCAA)        |
| 17   | Barret Jackman     | Canada             | Blues de Saint-Louis      | Pats de Regina (WHL)               |
| 18   | Konstantin Koltsov | Biélorussie        | Penguins de Pittsburgh    | Severstal Tcherepovets (Superliga) |
| 19   | Kirill Safronov    | Russie             | Coyotes de Phoenix        | SKA Saint-Pétersbourg (Superliga)  |
| 20   | Barrett Heisten    | États-Unis         | Sabres de Buffalo         | Black Bears du Maine (NCAA)        |
| 21   | Nick Boynton       | Canada             | Bruins de Boston          | 67 d'Ottawa (OHL)                  |
| 22   | Maxime Ouellet     | Canada             | Flyers de Philadelphie    | Remparts de Québec (LHJMQ)         |
| 23   | Steve McCarthy     | Canada             | Blackhawks de Chicago     | Ice de Kootenay (WHL)              |
| 24   | Luca Cereda        | Suisse             | Maple Leafs de Toronto    | HC Ambri-Piotta (LNA)              |
| 25   | Mikhaïl Koulechov  | Russie             | Avalanche du Colorado     | Severstal Tcherepovets (Superliga) |
| 26   | Martin Havlát      | République tchèque | Sénateurs d'Ottawa        | Trinec Ocelari HC (Extraliga)      |
| 27   | Ari Ahonen         | Finlande           | Devils du New Jersey      | JYP Jyväskylä (SM-liiga)           |
| 28   | Kristian Kudroc    | Slovaquie          | Islanders de New York     | Michalovce (Slovaquie)             |

### 2etour
| Rang | Joueur                | Nationalité        | Équipe LNH                | Repêché de                            |
| ---- | --------------------- | ------------------ | ------------------------- | ------------------------------------- |
| 29   | Michal Sivek          | République tchèque | Capitals de Washington    | Ligue sénior de République tchèque    |
| 30   | Luke Sellars          | Canada             | Thrashers d'Atlanta       | 67 d'Ottawa (OHL)                     |
| 31   | Charlie Stephens      | Canada             | Capitals de Washington    | Storm de Guelph (OHL)                 |
| 32   | Michael Ryan          | États-Unis         | Stars de Dallas           | Eagles de Boston College (NCAA)       |
| 33   | Jonas Andersson       | Suède              | Predators de Nashville    | Elitserien                            |
| 34   | Ross Lupaschuk        | Canada             | Capitals de Washington    | Raiders de Prince Albert (WHL)        |
| 35   | Milan Bartovič        | Slovaquie          | Sabres de Buffalo         | Slovaquie                             |
| 36   | Alekseï Semionov      | Russie             | Oilers d'Edmonton         | Wolves de Sudbury (OHL)               |
| 37   | Nolan Yonkman         | Canada             | Capitals de Washington    | Rockets de Kelowna (WHL)              |
| 38   | Dan Cavanaugh         | États-Unis         | Flames de Calgary         | Terriers de Boston (NCAA)             |
| 39   | Aleksandr Boutourline | Russie             | Canadiens de Montréal     | CSKA Moscou Jr.                       |
| 40   | Alex Auld             | Canada             | Panthers de la Floride    | Centennials de North Bay (OHL)        |
| 41   | Tony Salmelainen      | Finlande           | Oilers d'Edmonton         | HIFK (SM-liiga)                       |
| 42   | Mike Commodore        | Canada             | Devils du New Jersey      | Fighting Sioux de North Dakota (NCAA) |
| 43   | Andreï Chefer         | Russie             | Kings de Los Angeles      | Severstal Tcherepovets (Superliga)    |
| 44   | Jordan Leopold        | États-Unis         | Mighty Ducks d'Anaheim    | Golden Gophers du Minnesota (NCAA)    |
| 45   | Martin Grenier        | Canada             | Avalanche du Colorado     | Remparts de Québec (LHJMQ)            |
| 46   | Dmitri Levinsky       | Russie             | Blackhawks de Chicago     | Severstal Tcherepovets (Superliga)    |
| 47   | Sheldon Keefe         | Canada             | Lightning de Tampa Bay    | Colts de Barrie (OHL)                 |
| 48   | Simon Lajeunesse      | Canada             | Sénateurs d'Ottawa        | Wildcats de Moncton (LHJMQ)           |
| 49   | Brett Lysak           | Canada             | Hurricanes de la Caroline | Pats de Regina (WHL)                  |
| 50   | Brett Clouthier       | Canada             | Devils du New Jersey      | Frontenacs de Kingston (OHL)          |
| 51   | Matt Murley           | États-Unis         | Penguins de Pittsburgh    | Engineers de Rensselaer (NCAA)        |
| 52   | Adam Hall             | États-Unis         | Predators de Nashville    | Wolverines du Michigan (NCAA)         |
| 53   | Brad Ralph            | Canada             | Coyotes de Phoenix        | Generals d'Oshawa (OHL)               |
| 54   | Andrew Hutchinson     | États-Unis         | Predators de Nashville    | Wolverines du Michigan (NCAA)         |
| 55   | Doug Janik            | États-Unis         | Sabres de Buffalo         | Black Bears du Maine (NCAA)           |
| 56   | Matt Zultek           | Canada             | Bruins de Boston          | 67 d'Ottawa (OHL)                     |
| 57   | Jeremy Van Hoof       | Canada             | Penguins de Pittsburgh    | 67 d'Ottawa (OHL)                     |
| 58   | Matt Carkner          | Canada             | Canadiens de Montréal     | Petes de Peterborough (OHL)           |
| 59   | David Inman           | États-Unis         | Rangers de New York       | Fighting Irish de Notre Dame (NCAA)   |
| 60   | Peter Reynolds        | Canada             | Maple Leafs de Toronto    | Knights de London (OHL)               |
| 61   | Ed Hill               | États-Unis         | Predators de Nashville    | Colts de Barrie (OHL)                 |
| 62   | Teemu Sainomaa        | Finlande           | Sénateurs d'Ottawa        | Jokerit Helsinki Jr.                  |
| 63   | Stepan Mokhov         | Kazakhstan         | Blackhawks de Chicago     | Severstal Tcherepovets (Superliga)    |
| 64   | Mike Zigomanis        | Canada             | Sabres de Buffalo         | Frontenacs de Kingston (OHL)          |
| 65   | Jan Lasak             | Slovaquie          | Predators de Nashville    | Zvolen HKm (Slovak)                   |
| 66   | Dan Jancevski         | Canada             | Stars de Dallas           | Knights de London (OHL)               |

### 3etour
| Rang | Joueur                | Nationalité        | Équipe LNH                | Repêché de                            |
| ---- | --------------------- | ------------------ | ------------------------- | ------------------------------------- |
| 67   | Ievgueni Konstantinov | Russie             | Lightning de Tampa Bay    | Ak Bars Kazan (Superliga)             |
| 68   | Zdeněk Blatný         | République tchèque | Thrashers d'Atlanta       | Thunderbirds de Seattle (WHL)         |
| 69   | René Vydarený         | Slovaquie          | Canucks de Vancouver      | HC Slovan Bratislava (Extraliga slo.) |
| 70   | Niklas Hagman         | Finlande           | Panthers de la Floride    | HIFK (SM-liiga)                       |
| 71   | Jason Jaspers         | Canada             | Coyotes de Phoenix        | Wolves de Sudbury (OHL)               |
| 72   | Brett Angel           | Canada             | Predators de Nashville    | Centennials de North Bay (OHL)        |
| 73   | Tim Preston           | Canada             | Sabres de Buffalo         | Thunderbirds de Seattle (WHL)         |
| 74   | Jason Crain           | États-Unis         | Kings de Los Angeles      | Buckeyes d'Ohio State (NCAA)          |
| 75   | Brett Scheffelmaier   | Canada             | Lightning de Tampa Bay    | Tigers de Medicine Hat (WHL)          |
| 76   | František Kaberle     | République tchèque | Kings de Los Angeles      | MODO hockey (Elitserien)              |
| 77   | Craig Anderson        | Canada             | Flames de Calgary         | Storm de Guelph (OHL)                 |
| 78   | Mattias Weinhandl     | Suède              | Islanders de New York     | MODO hockey (Elitserien)              |
| 79   | Johan Asplund         | Suède              | Rangers de New York       | Brynäs IF (Elitserien)                |
| 80   | Jean-François Laniel  | Canada             | Panthers de la Floride    | Cataractes de Shawinigan (LHJMQ)      |
| 81   | Adam Hauser           | États-Unis         | Oilers d'Edmonton         | Golden Gophers du Minnesota (NCAA)    |
| 82   | Mark Concannon        | États-Unis         | Sharks de San José        | École Winchendon (Mass.)              |
| 83   | Niclas Hävelid        | Suède              | Mighty Ducks d'Anaheim    | Malmö Redhawks (Elitserien)           |
| 84   | Brad Fast             | Canada             | Hurricanes de la Caroline | Spruce Kings de Prince George (BCHL)  |
| 85   | Peter Smrek           | Slovaquie          | Blues de Saint-Louis      | Buccaneers de Des Moines (USHL)       |
| 86   | Sébastien Caron       | Canada             | Penguins de Pittsburgh    | Océanic de Rimouski (LHJMQ)           |
| 87   | Brian Collins         | États-Unis         | Islanders de New York     | St. John's H.S. (Mass.)               |
| 88   | Jimmie Ölvestad       | Suède              | Lightning de Tampa Bay    | Djurgårdens IF (Elitserien)           |
| 89   | Kyle Wanvig           | Canada             | Bruins de Boston          | Ice de Kootenay (WHL)                 |
| 90   | Patrick Aufiero       | États-Unis         | Rangers de New York       | Terriers de Boston (NCAA)             |
| 91   | Mike Comrie           | Canada             | Oilers d'Edmonton         | Wolverines du Michigan (NCAA)         |
| 92   | Cory Campbell         | Canada             | Kings de Los Angeles      | Bulls de Belleville (OHL)             |
| 93   | Branko Radivojevič    | Slovaquie          | Avalanche du Colorado     | Bulls de Belleville (OHL)             |
| 94   | Chris Kelly           | Canada             | Sénateurs d'Ottawa        | Knights de London (OHL)               |
| 95   | Andre Lakos           | Autriche           | Devils du New Jersey      | Colts de Barrie (OHL)                 |
| 96   | Mathias Tjärnqvist    | Suède              | Stars de Dallas           | Rögle BK (Elitserien)                 |

### 4etour
| Rang | Joueur               | Nationalité        | Équipe LNH                | Repêché de                      |
| ---- | -------------------- | ------------------ | ------------------------- | ------------------------------- |
| 97   | Chris Dyment         | États-Unis         | Canadiens de Montréal     | Terriers de Boston (NCAA)       |
| 98   | David Kaczowka       | Canada             | Thrashers d'Atlanta       | Thunderbirds de Seattle (WHL)   |
| 99   | Rob Zepp             | Canada             | Thrashers d'Atlanta       | Whalers de Plymouth (OHL)       |
| 100  | Teemu Kesä           | Finlande           | Devils du New Jersey      | Ilves Tampere Jr. (SM-liiga)    |
| 101  | Juraj Kolník         | Slovaquie          | Islanders de New York     | Océanic de Rimouski (LHJMQ)     |
| 102  | Johan Halvardsson    | Suède              | Islanders de New York     | HV 71 (Elitserien)              |
| 103  | Morgan McCormick     | Canada             | Panthers de la Floride    | Frontenacs de Kingston (OHL)    |
| 104  | Brian McGrattan      | Canada             | Kings de Los Angeles      | Wolves de Sudbury (OHL)         |
| 105  | Aleksandr Chagodaïev | Russie             | Mighty Ducks d'Anaheim    | HK CSKA Moscou (Superliga)      |
| 106  | Roman Rozakov        | Russie             | Flames de Calgary         | Lada Togliatti-2 (Superliga)    |
| 107  | Evan Lindsay         | Canada             | Canadiens de Montréal     | Raiders de Prince Albert (WHL)  |
| 108  | Mirko Murovic        | Canada             | Maple Leafs de Toronto    | Wildcats de Moncton (LHJMQ)     |
| 109  | Rod Sarich           | Canada             | Panthers de la Floride    | Hitmen de Calgary (WHL)         |
| 110  | Jonathan Zion        | Canada             | Maple Leafs de Toronto    | 67 d'Ottawa (OHL)               |
| 111  | Willie Levesque      | États-Unis         | Sharks de San José        | Huskies de Northeastern (NCAA)  |
| 112  | Sanny Lindström      | Suède              | Avalanche du Colorado     | Huddinge IK (Elitserien)        |
| 113  | Ryan Murphy          | États-Unis         | Hurricanes de la Caroline | Falcons de Bowling Green (NCAA) |
| 114  | Chad Starling        | Canada             | Blues de Saint-Louis      | Blazers de Kamloops (WHL)       |
| 115  | Ryan Malone          | États-Unis         | Penguins de Pittsburgh    | Lancers d'Omaha (USHL)          |
| 116  | Ryan Lauzon          | Canada             | Coyotes de Phoenix        | Olympiques de Hull (LHJMQ)      |
| 117  | Karel Mosovsky       | République tchèque | Sabres de Buffalo         | Pats de Regina (WHL)            |
| 118  | Jaakko Harikkala     | République tchèque | Bruins de Boston          | Lukko Rauma (SM-liiga)          |
| 119  | Jeff Feniak          | Canada             | Flyers de Philadelphie    | Hitmen de Calgary (WHL)         |
| 120  | Jari Tolsa           | Suède              | Red Wings de Détroit      | Frölunda HC(Elitserien)         |
| 121  | Ievgueni Pavlov      | Russie             | Predators de Nashville    | Lada Togliatti (Superliga)      |
| 122  | Kristian Kovac       | Slovaquie          | Avalanche du Colorado     | Tigres de Victoriaville (LHJMQ) |
| 123  | Preston Mizzi        | Canada             | Coyotes de Phoenix        | Petes de Peterborough (OHL)     |
| 124  | Aleksandr Krevsoun   | Russie             | Predators de Nashville    | CSK VVS Samara (Superliga)      |
| 125  | Daniel Johanssön     | Suède              | Kings de Los Angeles      | MODO Hockey Jr. (Elitserien)    |
| 126  | Jeff Bateman         | Canada             | Stars de Dallas           | Battalion de Brampton (OHL)     |

### 5etour
| Rang | Joueur               | Nationalité        | Équipe LNH             | Repêché de                                |
| ---- | -------------------- | ------------------ | ---------------------- | ----------------------------------------- |
| 127  | Kaspars Astašenko    | Lettonie           | Lightning de Tampa Bay | Cyclones de Cincinnati (LIH)              |
| 128  | Derek MacKenzie      | Canada             | Thrashers d'Atlanta    | Wolves de Sudbury (OHL)                   |
| 129  | Ryan Thorpe          | Canada             | Canucks de Vancouver   | Chiefs de Spokane (WHL)                   |
| 130  | Justin Mapletoft     | Canada             | Islanders de New York  | Rebels de Red Deer (WHL)                  |
| 131  | Konstantin Panov     | Russie             | Predators de Nashville | Blazers de Kamloops (WHL)                 |
| 132  | Roman Tvrdon         | Slovaquie          | Capitals de Washington | Trencin Jr. (Slovaquie)                   |
| 133  | Jean-François Nogues | Canada             | Kings de Los Angeles   | Tigres de Victoriaville (LHJMQ)           |
| 134  | Michael Jacobsen     | Canada             | Blackhawks de Chicago  | Bulls de Belleville (OHL)                 |
| 135  | Matt Doman           | États-Unis         | Flames de Calgary      | Badgers du Wisconsin (NCAA)               |
| 136  | Dusty Jamieson       | Canada             | Canadiens de Montréal  | Sting de Sarnia (OHL)                     |
| 137  | Garrett Bembridge    | Canada             | Rangers de New York    | Blades de Saskatoon (WHL)                 |
| 138  | Ryan Miller          | États-Unis         | Sabres de Buffalo      | Indians de Soo (NAHL)                     |
| 139  | Jonathan Fauteux     | Canada             | Oilers d'Edmonton      | Foreurs de Val-d'Or (LHJMQ)               |
| 140  | Adam Johnson         | États-Unis         | Islanders de New York  | Greenway HS (Minn.)                       |
| 141  | Maksim Rybine        | Russie             | Mighty Ducks d'Anaheim | Spartak Moscou (Superliga)                |
| 142  | William Magnuson     | États-Unis         | Avalanche du Colorado  | Lakers de Lake Superior State (NCAA)      |
| 143  | Trevor Byrne         | États-Unis         | Blues de Saint-Louis   | Académie Deerfield (Mass.)                |
| 144  | Tomáš Škvaridlo      | Slovaquie          | Penguins de Pittsburgh | HKm Zvolen Jr. (Slovaquie)                |
| 145  | Marc-André Thinel    | Canada             | Canadiens de Montréal  | Tigres de Victoriaville (LHJMQ)           |
| 146  | Matt Kinch           | Canada             | Sabres de Buffalo      | Hitmen de Calgary (WHL)                   |
| 147  | Seamus Kotyk         | Canada             | Bruins de Boston       | 67 d'Ottawa (OHL)                         |
| 148  | Michal Lanicek       | République tchèque | Lightning de Tampa Bay | HC Slavia Prague Jr. (République tchèque) |
| 149  | Andreï Maksimenko    | Russie             | Red Wings de Détroit   | Krylia Sovetov (Superliga)                |
| 150  | Matt Shasby          | États-Unis         | Canadiens de Montréal  | Buccaneers de Des Moines (USHL)           |
| 151  | Vaclav Zavoral       | République tchèque | Maple Leafs de Toronto | HC Litvínov Jr. (Extraliga)               |
| 152  | Jordan Krestanovich  | Canada             | Avalanche du Colorado  | Hitmen de Calgary (WHL)                   |
| 153  | Jesse Cook           | États-Unis         | Flames de Calgary      | Pioneers de Denver (NCAA)                 |
| 154  | Andrew Ianiero       | Canada             | Sénateurs d'Ottawa     | Frontenacs de Kingston (OHL)              |
| 155  | Nicholas Dimitrakos  | États-Unis         | Sharks de San José     | Black Bears du Maine (NCAA)               |
| 156  | Gregor Baumgartner   | Autriche           | Stars de Dallas        | Titan d'Acadie-Bathurst (LHJMQ)           |
| 157  | Vladimir Malenkikh   | Russie             | Penguins de Pittsburgh | Lada Togliatti (Superliga)                |

### 6etour
| Rang | Joueur                | Nationalité        | Équipe LNH                | Repêché de                           |
| ---- | --------------------- | ------------------ | ------------------------- | ------------------------------------ |
| 158  | Anders Lovdahl        | Suède              | Avalanche du Colorado     | HV 71 (Elitserien)                   |
| 159  | Iouri Dobrychkine     | Russie             | Thrashers d'Atlanta       | Krylia Sovetov (Superliga)           |
| 160  | Konstantin Roudenko   | Kazakhstan         | Flyers de Philadelphie    | Severstal Tcherepovets (Superliga)   |
| 161  | Jan Sochor            | République tchèque | Maple Leafs de Toronto    | HC Slavia Prague (Extraliga)         |
| 162  | Timo Helbling         | Suisse             | Predators de Nashville    | HC Davos (LNA)                       |
| 163  | Björn Melin           | Suède              | Islanders de New York     | HV 71 (Elitserien)                   |
| 164  | Martin Prusek         | République tchèque | Sénateurs d'Ottawa        | HC Vitkovice (Extraliga)             |
| 165  | Michael Leighton      | Canada             | Blackhawks de Chicago     | Spitfires de Windsor (OHL)           |
| 166  | Cory Pecker           | Canada             | Flames de Calgary         | Greyhounds de Sault Ste. Marie (OHL) |
| 167  | Sean Dixon            | Canada             | Canadiens de Montréal     | Otters d'Érié (OHL)                  |
| 168  | Erik Lewerstrom       | Suède              | Coyotes de Phoenix        | Grums (Elitserien)                   |
| 169  | Brad Woods            | Canada             | Panthers de la Floride    | Battalion de Brampton (OHL)          |
| 170  | Matt Underhill        | Canada             | Flames de Calgary         | Big Red de Cornell (NCAA)            |
| 171  | Chris Legg            | Canada             | Oilers d'Edmonton         | Équipe junior B de London            |
| 172  | Josh Reed             | Canada             | Canucks de Vancouver      | Capitals de Cowichan Valley (BCHL)   |
| 173  | Jan Sandstrom         | Suède              | Mighty Ducks d'Anaheim    | AIK Solna (Elitserien)               |
| 174  | Damian Surma          | États-Unis         | Hurricanes de la Caroline | Whalers de Plymouth (OHL)            |
| 175  | Kyle Clark            | États-Unis         | Capitals de Washington    | Crimson d'Harvard (NCAA)             |
| 176  | Doug Meyer            | États-Unis         | Penguins de Pittsburgh    | Golden Gophers du Minnesota (NCAA)   |
| 177  | Jay Dardis            | États-Unis         | Rangers de New York       | Académie Proctor (N.H.)              |
| 178  | Sénèque Hyacinthe Jr. | Canada             | Sabres de Buffalo         | Foreurs de Val-d'Or (LHJMQ)          |
| 179  | Donald Choukalos      | Canada             | Bruins de Boston          | Pats de Regina (WHL)                 |
| 180  | Tore Vikingstad       | Norvège            | Blues de Saint-Louis      | Färjestads BK (Elitserien)           |
| 181  | Kent McDonell         | Canada             | Red Wings de Détroit      | Storm de Guelph (OHL)                |
| 182  | Fiodor Fiodorov       | Russie             | Lightning de Tampa Bay    | Border Cats de Port Huron (UHL)      |
| 183  | Riku Hahl             | Finlande           | Avalanche du Colorado     | HPK Hameenlinna (SM-liiga)           |
| 184  | Justin Cox            | Canada             | Stars de Dallas           | Cougars de Prince George (WHL)       |
| 185  | Scott Cameron         | Canada             | Devils du New Jersey      | Colts de Barrie (OHL)                |
| 186  | Brett Draney          | Canada             | Stars de Dallas           | Blazers de Kamloops (WHL)            |

### 7etour
| Rang | Joueur             | Nationalité        | Équipe LNH                | Repêché de                           |
| ---- | ------------------ | ------------------ | ------------------------- | ------------------------------------ |
| 187  | Ivan Rachunek      | République tchèque | Lightning de Tampa Bay    | ZPS Zlín Jr. (Extraliga)             |
| 188  | Stephen Baby       | États-Unis         | Thrashers d'Atlanta       | Gamblers de Green Bay (USHL)         |
| 189  | Kevin Swanson      | Canada             | Canucks de Vancouver      | Rockets de Kelowna (WHL)             |
| 190  | Blair Stayzer      | Canada             | Flames de Calgary         | Spitfires de Windsor (OHL)           |
| 191  | Martin Erat        | République tchèque | Predators de Nashville    | ZPS Zlín Jr. (Czech. Rep)            |
| 192  | David Johansson    | Suède              | Capitals de Washington    | AIK Jr. (Elitserien)                 |
| 193  | Kevin Baker        | Canada             | Kings de Los Angeles      | Bulls de Belleville (OHL)            |
| 194  | Mattias Wennerberg | Suède              | Blackhawks de Chicago     | MoDo Jr. (Elitserien)                |
| 195  | Yorick Treille     | France             | Blackhawks de Chicago     | River Hawks d'UMass-Lowell (NCAA)    |
| 196  | Vadim Tarassov     | Kazakhstan         | Canadiens de Montréal     | Metallourg Novokouznetsk (Superliga) |
| 197  | Arto Laatikainen   | Finlande           | Rangers de New York       | Blues Espoo (SM-liiga)               |
| 198  | Travis Eagles      | Canada             | Panthers de la Floride    | Cougars de Prince George (WHL)       |
| 199  | Christian Chartier | Canada             | Oilers d'Edmonton         | Blades de Saskatoon (WHL)            |
| 200  | Pavel Kasparik     | République tchèque | Flyers de Philadelphie    | Extraliga                            |
| 201  | Mikko Ruutu        | Finlande           | Sénateurs d'Ottawa        | HIFK (SM-liiga)                      |
| 202  | Jim Baxter         | Canada             | Hurricanes de la Caroline | Generals d'Oshawa (OHL)              |
| 203  | Phil Osaer         | États-Unis         | Blues de Saint-Louis      | Bulldogs de Ferris State (NCAA)      |
| 204  | Tom Kostopoulos    | Canada             | Penguins de Pittsburgh    | Knights de London (OHL)              |
| 205  | Kyle Kettles       | Canada             | Predators de Nashville    | Tigers de Medicine Hat (WHL)         |
| 206  | Bret DeCecco       | Canada             | Sabres de Buffalo         | Thunderbirds de Seattle (WHL)        |
| 207  | Greg Barber        | Canada             | Bruins de Boston          | Salsa de Victoria (BCHL)             |
| 208  | Vaclav Pletka      | République tchèque | Flyers de Philadelphie    | Trinec Ocelari HC (Extraliga)        |
| 209  | Layne Ulmer        | Canada             | Sénateurs d'Ottawa        | Broncos de Swift Current (WHL)       |
| 210  | Henrik Zetterberg  | Suède              | Red Wings de Détroit      | Timra (Elitserien)                   |
| 211  | Vladimir Koulikov  | Russie             | Maple Leafs de Toronto    | HK CSKA Moscou Jr.                   |
| 212  | Radim Vrbata       | République tchèque | Avalanche du Colorado     | Olympiques de Hull (LHJMQ)           |
| 213  | Alexandre Giroux   | Canada             | Sénateurs d'Ottawa        | Olympiques de Hull (LHJMQ)           |
| 214  | Chris Hartsburg    | États-Unis         | Devils du New Jersey      | Tigers de Colorado College (NCAA)    |
| 215  | Jeff MacMillan     | Canada             | Stars de Dallas           | Generals d'Oshawa (OHL)              |

### 8etour
| Rang | Joueur             | Nationalité        | Équipe LNH                | Repêché de                                 |
| ---- | ------------------ | ------------------ | ------------------------- | ------------------------------------------ |
| 216  | Erkki Rajamaki     | Finlande           | Lightning de Tampa Bay    | HIFK (SM-liiga)                            |
| 217  | Garnet Exelby      | Canada             | Thrashers d'Atlanta       | Blades de Saskatoon (WHL)                  |
| 218  | Markus Kankaanperä | Finlande           | Canucks de Vancouver      | JYP Jyväskylä (SM-liiga)                   |
| 219  | Maksim Orlov       | Russie             | Capitals de Washington    | CSKA Moscou Jr.                            |
| 220  | Miroslav Ďurák     | Slovaquie          | Predators de Nashville    | Bratislava Slovan Harvard (Extraliga Slo.) |
| 221  | Colin Hemingway    | Canada             | Blues de Saint-Louis      | Eagles Surrey (BCJHL)                      |
| 222  | George Parros      | États-Unis         | Kings de Los Angeles      | Freeze de Chicago (NAHL)                   |
| 223  | Andrew Carver      | Canada             | Blackhawks de Chicago     | Olympiques de Hull (LHJMQ)                 |
| 224  | David Nystrom      | Suède              | Flyers de Philadelphie    | Frolunda (Elitserien)                      |
| 225  | Mikko Hyytia       | Finlande           | Canadiens de Montréal     | JyP Jyvaskyla (SM-liiga)                   |
| 226  | Ievgueni Goussakov | Russie             | Rangers de New York       | Lada Togliatti-2 (Superliga)               |
| 227  | Jonathan Charron   | Canada             | Panthers de la Floride    | Foreurs de Val-d'Or (LHJMQ)                |
| 228  | Radek Martínek     | République tchèque | Islanders de New York     | HC České Budějovice (Extraliga)            |
| 229  | Eric Bétournay     | Canada             | Sharks de San José        | Titan d'Acadie-Bathurst (LHJMQ)            |
| 230  | Petr Tenkrát       | République tchèque | Mighty Ducks d'Anaheim    | HC Kladno (Extraliga)                      |
| 231  | David Evans        | États-Unis         | Hurricanes de la Caroline | Golden Knights de Clarkson (NCAA)          |
| 232  | Aleksandr Khavanov | Russie             | Blues de Saint-Louis      | HK Dinamo Moscou (Superliga)               |
| 233  | Darcy Robinson     | Canada             | Penguins de Pittsburgh    | Blades de Saskatoon (WHL)                  |
| 234  | Goran Bezina       | Suisse             | Coyotes de Phoenix        | Fribourg-Gottéron (LNA)                    |
| 235  | Brad Self          | Canada             | Sabres de Buffalo         | Petes de Peterborough (OHL)                |
| 236  | John Cronin        | États-Unis         | Bruins de Boston          | Nobles Prep (Mass.)                        |
| 237  | Antti Jokela       | Finlande           | Hurricanes de la Caroline | Lukko Jr. (SM-liiga)                       |
| 238  | Anton Borodkine    | Russie             | Red Wings de Détroit      | Blazers de Kamloops (WHL)                  |
| 239  | Pierre Hedin       | Suède              | Maple Leafs de Toronto    | MODO Hockey (Elitserien)                   |
| 240  | Jeff Finger        | États-Unis         | Avalanche du Colorado     | Gamblers de Green Bay (USHL)               |
| 241  | Douglas Murray     | Suède              | Sharks de San José        | Apple Core (EJHL)                          |
| 242  | Justin Dziama      | États-Unis         | Devils du New Jersey      | Nobles Prep (Mass.)                        |
| 243  | Brian Sullivan     | États-Unis         | Stars de Dallas           | Académie Thayer                            |

### 9etour
| Rang | Joueur               | Nationalité | Équipe LNH                | Repêché de                                 |
| ---- | -------------------- | ----------- | ------------------------- | ------------------------------------------ |
| 244  | Mikko Kuparinen      | Finlande    | Lightning de Tampa Bay    | Griffins de Grand Rapids (LIH)             |
| 245  | Tommi Santala        | Finlande    | Thrashers d'Atlanta       | Jokerit Helsinki (SM-liiga)                |
| 246  | Ray DiLauro          | États-Unis  | Thrashers d'Atlanta       | Saints de St. Lawrence (NCAA)              |
| 247  | Mikko Eloranta       | Finlande    | Bruins de Boston          | Jokerit Helsinki (SM-liiga)                |
| 248  | Darren Haydar        | Canada      | Predators de Nashville    | Wildcats du New Hampshire (NCAA)           |
| 249  | Igor Chadilov        | Russie      | Capitals de Washington    | Dinamo Riga (Latvia)                       |
| 250  | Noah Clarke          | États-Unis  | Kings de Los Angeles      | Buccaneers de Des Moines (USHL)            |
| 251  | Petter Henning       | Suède       | Rangers de New York       | MODO Hockey (Elitserien)                   |
| 252  | Dmitri Kirilenko     | Russie      | Flames de Calgary         | HK CSKA Moscou (Superliga)                 |
| 253  | Jérôme Marois        | Canada      | Canadiens de Montréal     | Remparts de Québec (LHJMQ)                 |
| 254  | Alekseï Boulatov     | Russie      | Rangers de New York       | Dinamo-Energuia Iekaterinbourg (Superliga) |
| 255  | Brett Henning        | États-Unis  | Islanders de New York     | Fighting Irish de Notre Dame (NCAA)        |
| 256  | Tamás Gröschl        | Hongrie     | Oilers d'Edmonton         | Leksands IF (Elitserien)                   |
| 257  | Hannes Hyvönen       | Finlande    | Sharks de San José        | TPS Turku (SM-liiga)                       |
| 258  | Brian Gornick        | États-Unis  | Mighty Ducks d'Anaheim    | Falcons de Air Force (NCAA)                |
| 259  | Ievgueni Kouriline   | Biélorussie | Hurricanes de la Caroline | Aces d'Anchorage (WCHL)                    |
| 260  | Brian McMeekin       | Canada      | Blues de Saint-Louis      | Big Red de Cornell (NCAA)                  |
| 261  | Andrew McPherson     | Canada      | Penguins de Pittsburgh    | Engineers de Rensselaer (NCAA)             |
| 262  | Alekseï Litvinenko   | Kazakhstan  | Coyotes de Phoenix        | Kazzinc-Torpedo Oust-Kamenogorsk (Russie)  |
| 263  | Craig Brunel         | Canada      | Sabres de Buffalo         | Raiders de Prince Albert (WHL)             |
| 264  | Georgijs Pujacs      | Lettonie    | Bruins de Boston          | Dinamo Riga (Lettonie)                     |
| 265  | Jamie Chamberlain    | Canada      | Stars de Dallas           | Petes de Peterborough (OHL)                |
| 266  | Ken Davis            | Canada      | Red Wings de Détroit      | Winter Hawks de Portland (WHL)             |
| 267  | Peter Metcalf        | États-Unis  | Maple Leafs de Toronto    | Black Bears du Maine (NCAA)                |
| 268  | Tyler Scott          | États-Unis  | Islanders de New York     | Collège de Upper Canada                    |
| 269  | Konstantin Gorovikov | Russie      | Sénateurs d'Ottawa        | SKA Saint-Pétersbourg (Superliga)          |
| 270  | James Desmarais      | Canada      | Blues de Saint-Louis      | Huskies de Rouyn-Noranda (LHJMQ)           |
| 271  | Darrell Hay          | Canada      | Canucks de Vancouver      | Americans de Tri-City (WHL)                |
| 272  | Mikhaïl Donika       | Russie      | Stars de Dallas           | Torpedo Iaroslavl (Superliga)              |